# Férfi kézilabda-Ázsia-bajnokság
A férfi kézilabda-Ázsia-bajnokság az Ázsiai Kézilabda-szövetség szervezésében, minden páros évben, kétévente megrendezésre kerülő nemzetközi kézilabdatorna.
Az első Ázsia-bajnokságot 1977-ben rendezték. A férfi tornákat jellemzően februárban rendezik meg, ahol 16 nemzet válogatottja vesz részt. A torna selejtezőként is szolgál a kézilabda-világbajnokságra.

## Tornák
A férfiaknál a dél-koreai együttes idáig kilencszer volt Ázsia-bajnok.
| Év             | Rendező        | Döntő      | Döntő                 | Döntő       | Bronzmérkőzés  | Bronzmérkőzés         | Bronzmérkőzés           |
| Év             | Rendező        | Aranyérmes | Eredmény              | Ezüstérmes  | Bronzérmes     | Eredmény              | Negyedik helyezett      |
| -------------- | -------------- | ---------- | --------------------- | ----------- | -------------- | --------------------- | ----------------------- |
| 1977 Részletek | Kuvaitváros    | Japán      | 24–14                 | Dél-Korea   | Kína           | 38–16                 | Kuvait                  |
| 1979 Részletek | Nanking        | Japán      | körmérkőzések alapján | Kína        | Kuvait         | körmérkőzések alapján | Palesztina              |
| 1983 Részletek | Szöul          | Dél-Korea  | 25–19                 | Japán       | Kuvait         | 31–21                 | Bahrein                 |
| 1987 Részletek | Ammán          | Dél-Korea  | körmérkőzések alapján | Japán       | Kuvait         | körmérkőzések alapján | Kína                    |
| 1989 Részletek | Peking         | Dél-Korea  | körmérkőzések alapján | Japán       | Kuvait         | körmérkőzések alapján | Kína                    |
| 1991 Részletek | Hirosima       | Dél-Korea  | 27–23                 | Japán       | Kína           | 29–17                 | Katar                   |
| 1993 Részletek | Manáma         | Dél-Korea  | 26–22                 | Kuvait      | Japán          |                       | Szaúd-Arábia            |
| 1995 Részletek | Kuvaitváros    | Kuvait     | körmérkőzések alapján | Dél-Korea   | Bahrein        | körmérkőzések alapján | Japán                   |
| 2000 Részletek | Kumamoto       | Dél-Korea  | körmérkőzések alapján | Kína        | Japán          | körmérkőzések alapján | Tajpej                  |
| 2002 Részletek | Iszfahán       | Kuvait     | 29–25                 | Katar       | Szaúd-Arábia   | 38–33                 | Dél-Korea               |
| 2004 Részletek | Doha           | Kuvait     | 28–24                 | Japán       | Katar          | 27–26                 | Bahrein                 |
| 2006 Részletek | Bangkok        | Kuvait     | 33–30                 | Dél-Korea   | Katar          | 21–20                 | Irán                    |
| 2008 Részletek | Iszfahán       | Dél-Korea  | 27–21                 | Kuvait      | Szaúd-Arábia   | 24–23                 | Irán                    |
| 2010 Részletek | Bejrút         | Dél-Korea  | 32–25                 | Bahrein     | Japán          | 33–30 (h.u.)          | Szaúd-Arábia            |
| 2012 Részletek | Dzsidda        | Dél-Korea  | 23–22                 | Katar       | Szaúd-Arábia   | 25–21                 | Japán                   |
| 2014 Részletek | Manáma         | Katar      | 27–26                 | Bahrein     | Irán           | 29–23                 | Egyesült Arab Emírségek |
| 2016 Részletek | Manáma         | Katar      | 27–22                 | Bahrein     | Japán          | 25–16                 | Szaúd-Arábia            |
| 2018 Részletek | Szuvon         | · Katar    | 33–31                 | · Bahrein   | · Dél-Korea    | 29–21                 | · Szaúd-Arábia          |
| 2020 Részletek | Kuvaitváros    | · Katar    | 33–21                 | · Dél-Korea | · Japán        | 27–26                 | · Bahrein               |
| 2022 Részletek | Dammám / Katif | · Katar    | 29–24                 | · Bahrein   | · Szaúd-Arábia | 26–23                 | · Irán                  |
| 2024 Részletek | Manáma         | · Katar    | 30–24                 | · Japán     | · Bahrein      | 30–24                 | · Kuvait                |

## Éremtáblázat
Az alábbi táblázat az 1977–2022-ig megrendezett férfi Ázsia-bajnokságokon érmet szerzett csapatokat tartalmazza.
| Helyezés | Nemzet       | Arany | Ezüst | Bronz | Összesen |
| 1.       | Dél-Korea    | 9     | 4     | 1     | 14       |
| 2.       | Katar        | 6     | 2     | 2     | 10       |
| 3.       | Kuvait       | 4     | 2     | 4     | 10       |
| 4.       | Japán        | 2     | 6     | 5     | 13       |
| 5.       | Bahrein      | 0     | 5     | 2     | 7        |
| 6.       | Kína         | 0     | 2     | 2     | 4        |
| 7.       | Szaúd-Arábia | 0     | 0     | 4     | 4        |
| 8.       | Irán         | 0     | 0     | 1     | 1        |
| Összesen | Összesen     | 21    | 21    | 21    | 63       |